# Matafelon-Granges
Matafelon-Granges – miejscowość i gmina we Francji, w regionie Owernia-Rodan-Alpy, w departamencie Ain.

## Demografia
Według danych na styczeń 2012 roku gminę zamieszkiwały 674 osoby, a gęstość zaludnienia wynosiła 31,3 osób/km².